# Copelatus biroi
Copelatus biroi är en skalbaggsart som beskrevs av Guignot 1956. Copelatus biroi ingår i släktet Copelatus och familjen dykare. Inga underarter finns listade i Catalogue of Life.